# Langstreckenzieher
Langstreckenzieher, auch Fernzieher oder Weitstreckenzieher genannt, sind Zugvögel, deren Brutgebiete sehr weit (in der Regel über 4000 km) von den Überwinterungsgebieten entfernt sind. 

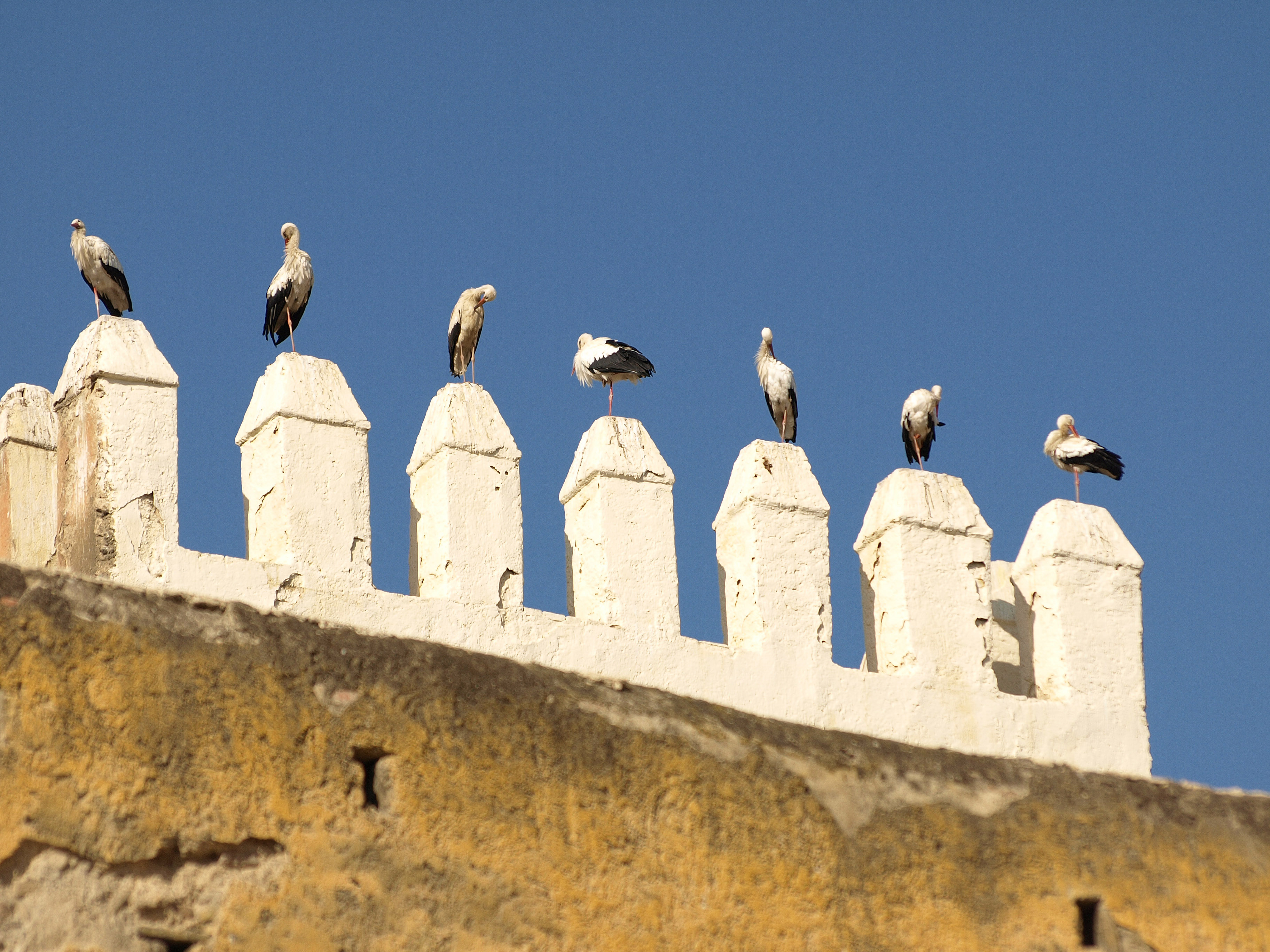
Weißstörche im Oktober in Fès, Marokko

Man unterscheidet sie von den Kurzstreckenziehern, deren Überwinterungsgebiete wesentlich näher bei den Brutplätzen liegen. Langstreckenzieher sind genetisch auf ihr Zugverhalten dispositioniert. Die europäischen Langstreckenzieher sind mit der Ausnahme der sogenannten Mischstrategen obligate Zugvögel, die auf verschiedenen Routen die Alpen, das Mittelmeer und die Sahara überqueren. Ihre Überwinterungsgebiete liegen daher südlich der Sahara und reichen bis in die gemäßigten Zonen Südafrikas. Die meisten Langstreckenzieher ziehen, sofern sie keine Thermiksegler sind, in der Nacht.
Einige Arten sind in der Lage, Mehrfachstrategien anzuwenden: So kann zum Beispiel die Mönchsgrasmücke sowohl Standvogel, Kurzstreckenzieher als auch Langstreckenzieher sein.
Ein extremer Langstreckenzieher ist die Küstenseeschwalbe (Sterna paradisaea), deren Brutgebiete zirkumpolar meist nördlicher als 45° N liegen, die jedoch an den südafrikanischen Küsten bis zur Packeiszone der Antarktis überwintert.
Auch eine Reihe der in Mitteleuropa heimischen Brutvögel, wie z. B. Rauchschwalbe, Mauersegler, Gartenrotschwänze, Störche oder Fitis sind obligate Langstreckenzieher.